# 아담 룬드그렌
아담 레이에르 룬드그렌(스웨덴어: Adam Reier Lundgren, 1986년 2월 15일~)은 스웨덴의 배우이다.
룬드그렌은 예테보리에서 태어났다.

## 작품 목록

### 영화
- 언더독 (2014년)
- 돈 크라이 포 미, 예테보리 (2013년)
- 딘 반돔 스카 얼드리그 두 (2013년)
- 쉬 몽키스 (2011년)
- 스톰 (2005년)